# 平和不動産リート投資法人
平和不動産リート投資法人（へいわふどうさんリートとうしほうじん）は、東京都中央区に本部を置く投資法人。東京証券取引所に上場するJ-REITである。

## 概要
平和不動産がスポンサーであり、資産運用会社は平和不動産完全子会社の「平和不動産アセットマネジメント」である。
オフィス・レジデンス複合型REITで、資産規模2,219億円、物件数183物件である（2023年11月30日現在）。

## 沿革
2000年3月に設立され、2002年11月に平和不動産から出資を受けた独立系資産運用会社である「カナル投信」は本投資法人を2002年1月に設立し、本投資法人は2005年3月に東証上場を果たした。その後、金融危機（リーマンショック）による金融市場・不動産市況の悪化を受け、2009年10月19日に平和不動産はカナル投信を完全子会社化した。また、2010年10月1日に「ジャパン・シングルレジデンス投資法人」（8970）を合併し、現商号に変更した。
- 2002年1月31日 - クレッシェンド投資法人として設立（資産運用会社は「カナル投信」）。
- 2005年3月8日 - 東京証券取引所に上場。
- 2010年10月1日 - 「ジャパン・シングルレジデンス投資法人」を吸収合併。平和不動産リート投資法人に商号変更。

## ジャパン・シングルレジデンス投資法人
「ジャパン・シングルレジデンス投資法人」は、資産運用会社「ジャパン・シングルレジデンス・アセットマネジメント」が設立企画人となり2005年2月16日に投資法人が設立され、7月13日に東証上場を果たした。 
資産運用会社の株主は、上場時は「ダーウィン」（後の「インボイスRM」）33.3%、リーマン・ブラザーズ・インベストメンツ・ジャパン・インク33.3%、クリード33.3%であったが、2006年10月31日に「インボイスRM」（後の「アパマンショップサブリース」）50%、「リーマン･ブラザーズ･インベストメンツ･ジャパン・インク」30％、「ダヴィンチ・アドバイザーズ」（後の「ダヴィンチ・ホールディングス」）20%に変更となった。
金融危機（リーマンショック）による金融市場・不動産市況の悪化を受け、2010年9月2日に資産運用会社の全株式を「カナル投信」が取得し、投資法人は2010年9月28日に上場廃止、10月1日に「クレッシェンド投資法人」に吸収合併され消滅した。